# Пред смрт
„Пред смрт” је југословенски ТВ филм из 1964. године. Режирао га је Даниел Марушић а сценарио је написао Фран Галовић.

## Улоге
| Глумац                 | Улога |
| ---------------------- | ----- |
| Хелена Буљан           |       |
| Мате Ерговић           |       |
| Дамир Мејовшек         |       |
| Финка Павичић Будак    |       |
| Младен Шермент         |       |
| Семка Соколовић Берток |       |
| Нада Суботић           |       |
| Крешимир Зидарић       |       |
| Мира Зупан             |       |